# In His Brother's Place
In His Brother's Place er en amerikansk stumfilm fra 1919 af Harry L. Franklin.

## Medvirkende
- Hale Hamilton som Nelson Drake / J. Barrington Drake
- Emmett King som Jonathan Drake
- Ruby Lafayette som Amanda Drake
- Mary McIvor som Bessie Judd
- Marguerite Snow som Kitty Judd